# Cyrtodactylus majulah
Cyrtodactylus majulah es una especie de gecos de la familia Gekkonidae.

## Distribución geográfica yhábitat
Es endémica de Singapur y de la cercana isla de Bintan (Indonesia). Su rango altitudinal oscila alrededor de 51 m s. n. m..